# La Elipa (métro de Madrid)
La Elipa est une station de la ligne 2 du métro de Madrid, en Espagne.

## Situation
La station se situe entre Ventas au nord-ouest, en direction de Cuatro Caminos, et La Almudena au sud-est, en direction de Las Rosas. Elle est établie sous l'avenue du Marquis-de-Cobrera, dans l'arrondissement de Ciudad Lineal.

## Historique
La station est mise en service le 16 février 2007, lors de l'ouverture d'une nouvelle section de la ligne 2 depuis Ventas. Elle demeure le terminus jusqu'au 16 mars 2011, quand est ouvert le prolongement de la ligne jusqu'à Las Rosas.

## Service des voyageurs

### Accueil
La station possède un accès équipé d'escaliers et d'escaliers mécaniques, ainsi qu'un accès direct par ascenseur depuis l'extérieur.

### Intermodalité
La station est en correspondance avec les lignes de bus no 15, 28, 110, 113 et 210 du réseau EMT.